# Castelo de Saint-Chaptes

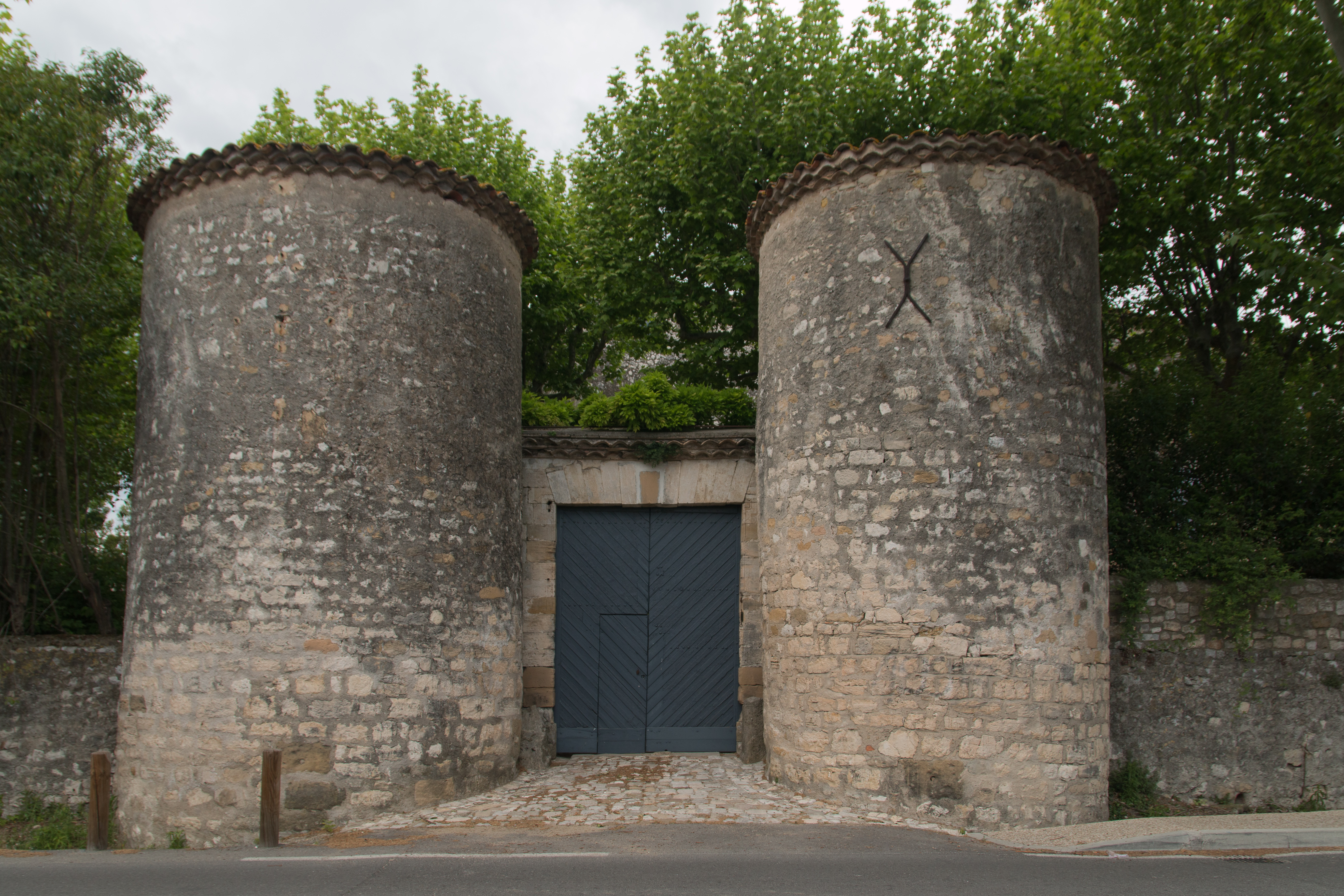
Porta do Castelo de Saint-Chaptes

O Castelo de Saint-Chaptes é um castelo modernizado na comuna de Saint-Chaptes, no departamento de Gard, na França.
O castelo medieval foi construído no século XIII e modificado nos séculos XV e XVII. Protegido por torres, era cercado por fossos que agora então cheios/nivelados. A data exacta da construção não é clara, mas sabe-se que o castelo foi saqueado em 1217.
Uma propriedade privada, o Castelo de Saint-Chaptes está classificado desde 1998 como um monumento histórico pelo Ministério da Cultura da França.